# Ленгово (Стшелецько-Дрезденецький повіт)
Ленгово (пол. Łęgowo) — село в Польщі, у гміні Старе Курово Стшелецько-Дрезденецького повіту Любуського воєводства.
Населення — 323 особи (2011).
У 1975-1998 роках село належало до Гожовського воєводства.

## Демографія
Демографічна структура станом на 31 березня 2011 року:
|          | Загалом | Допрацездатний вік | Працездатний вік | Постпрацездатний вік |
| -------- | ------- | ------------------ | ---------------- | -------------------- |
| Чоловіки | 154     | 39                 | 105              | 10                   |
| Жінки    | 169     | 39                 | 100              | 30                   |
| Разом    | 323     | 78                 | 205              | 40                   |